# Sykiones
Sykiones (tiếng Hy Lạp: ?) là một khu tự quản ở vùng Peloponnesos, Hy Lạp. Khu tự quản Sykiones có diện tích 603 km², dân số theo điều tra ngày 18 tháng 3 năm 2001 là 23203 người.